# Відплата (Цілком таємно)
Відплата (Badlaa) — 10-й епізод восьмого сезону серіалу «Цілком таємно». Епізод не належить до «міфології серіалу» — це монстр тижня. Прем'єра в мережі «Фокс» відбулася 21 січня 2001 року.
У США серія отримала рейтинг Нільсена, рівний 7.3, це означає, що в день виходу її подивилися 11.8 мільйона глядачів.

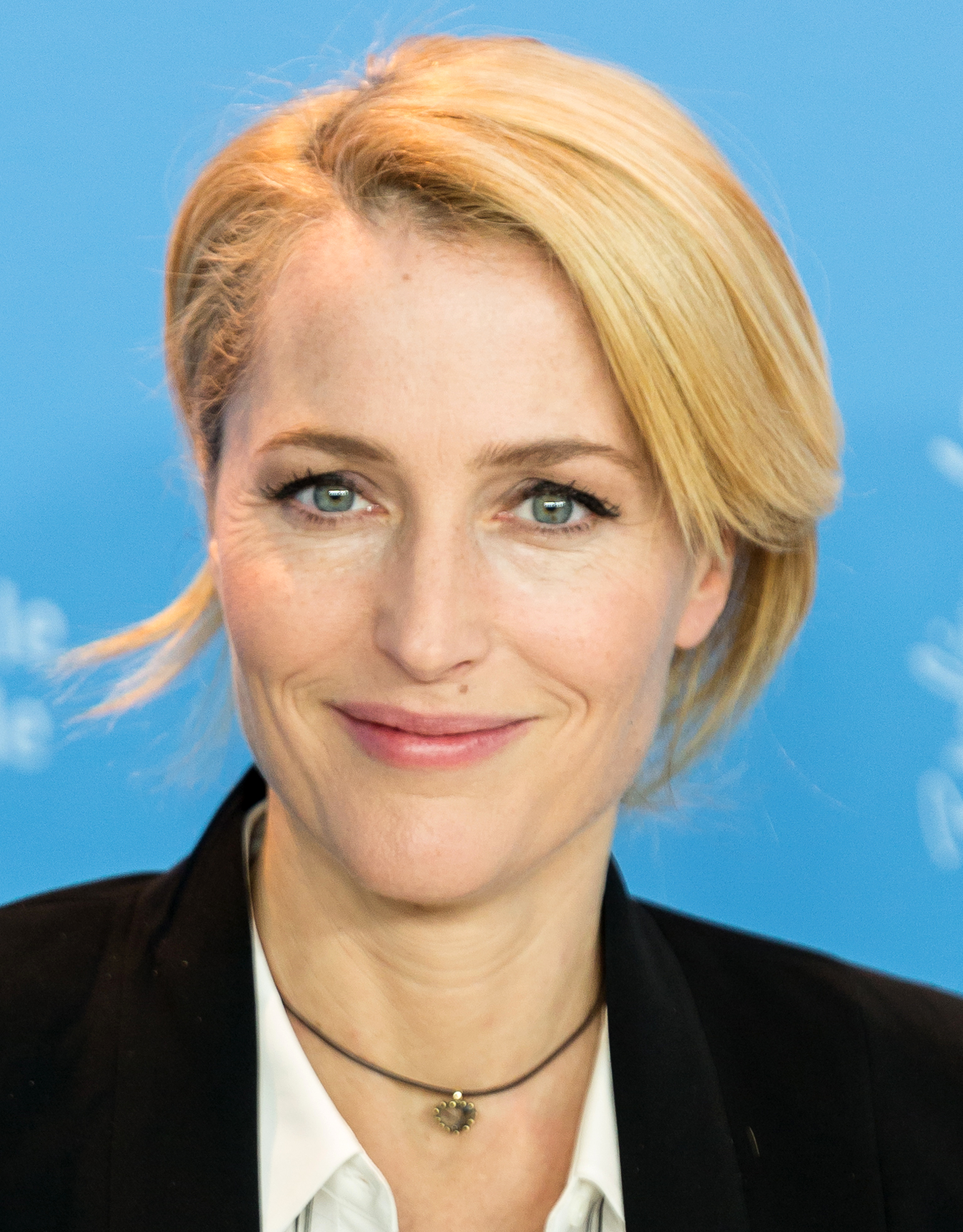

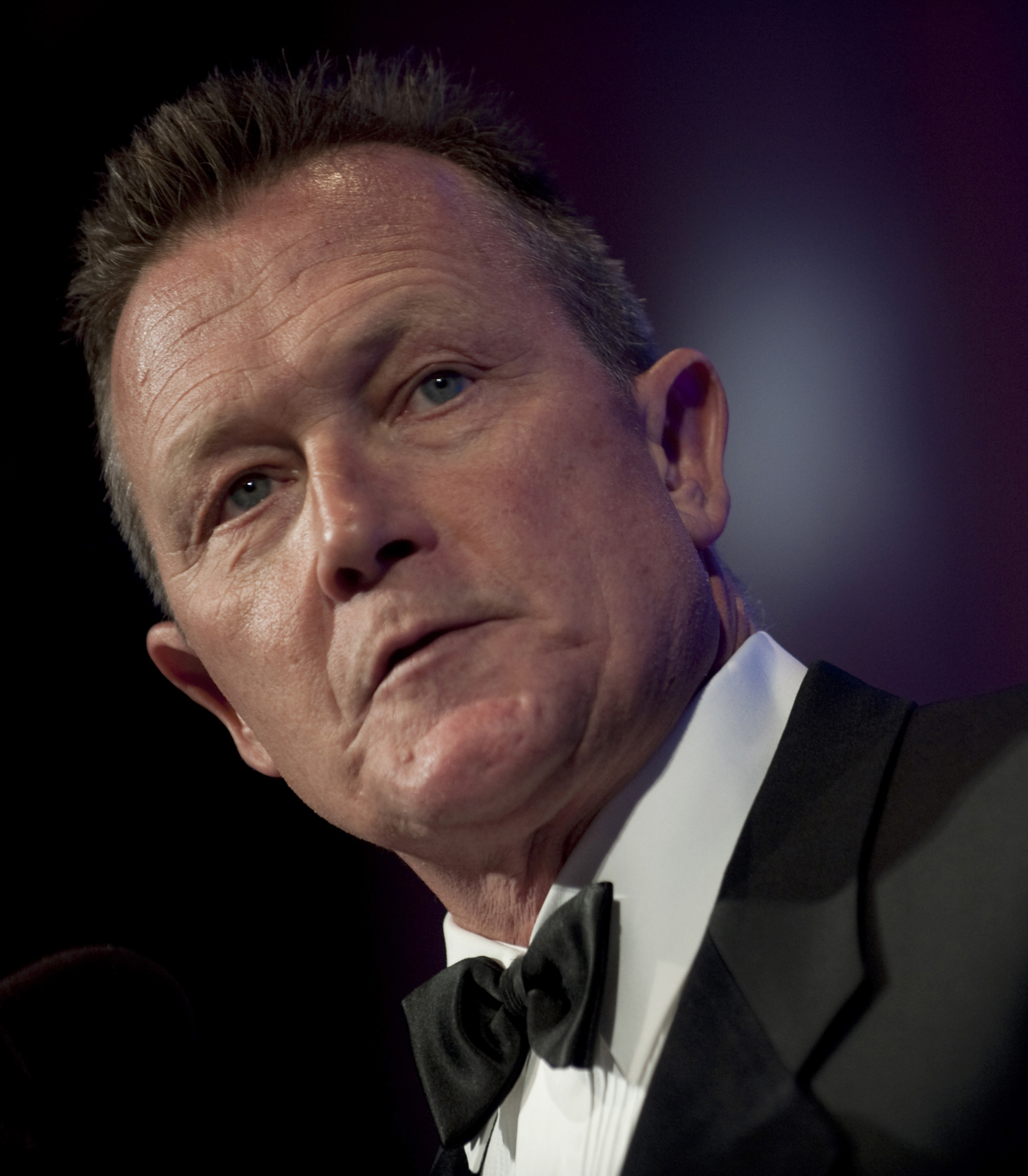

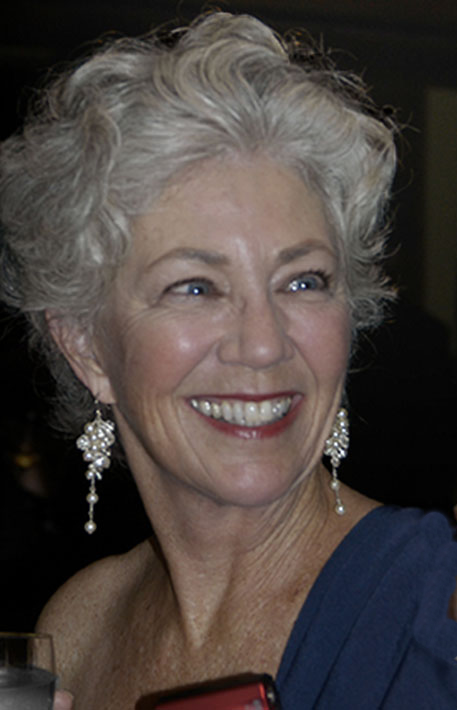

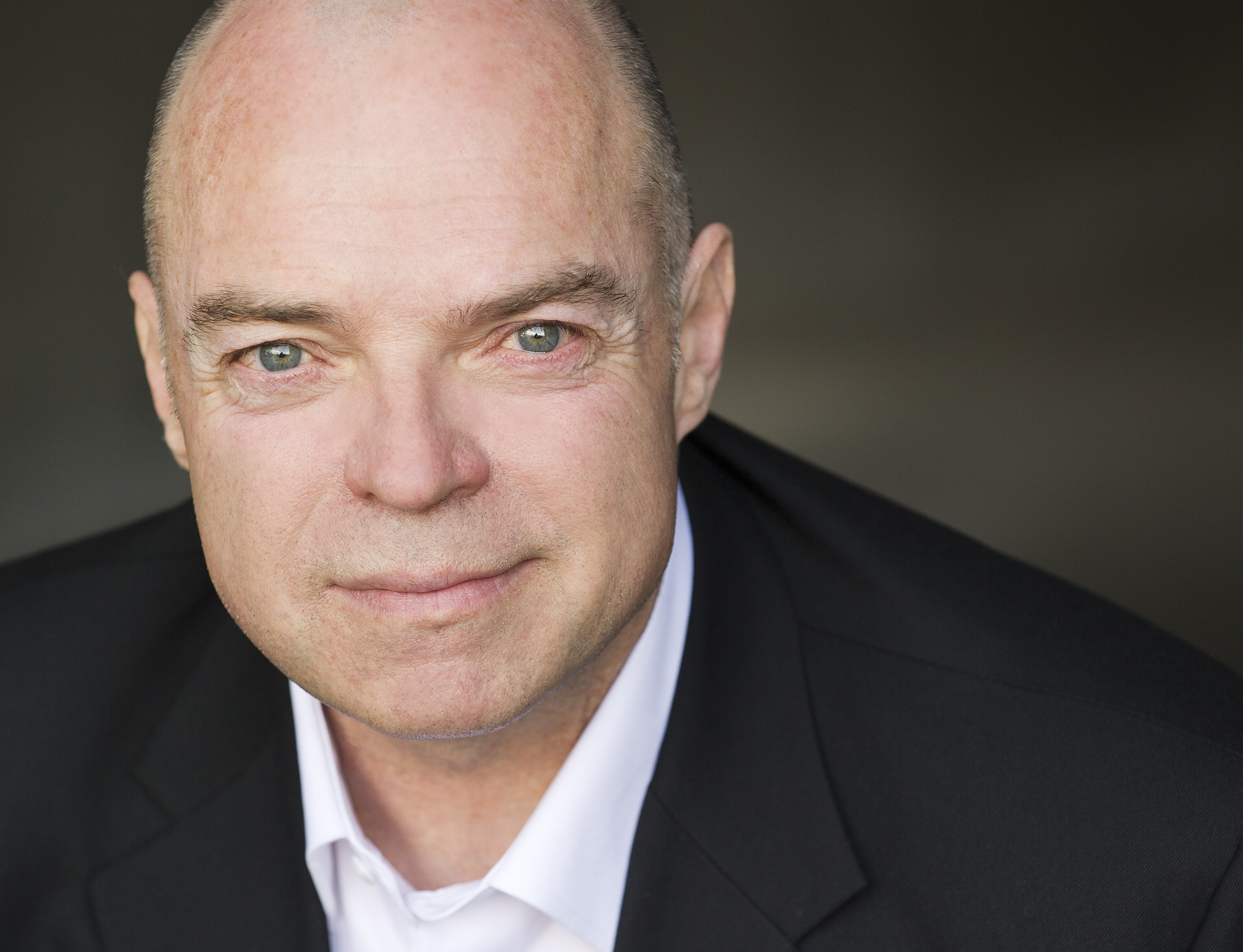

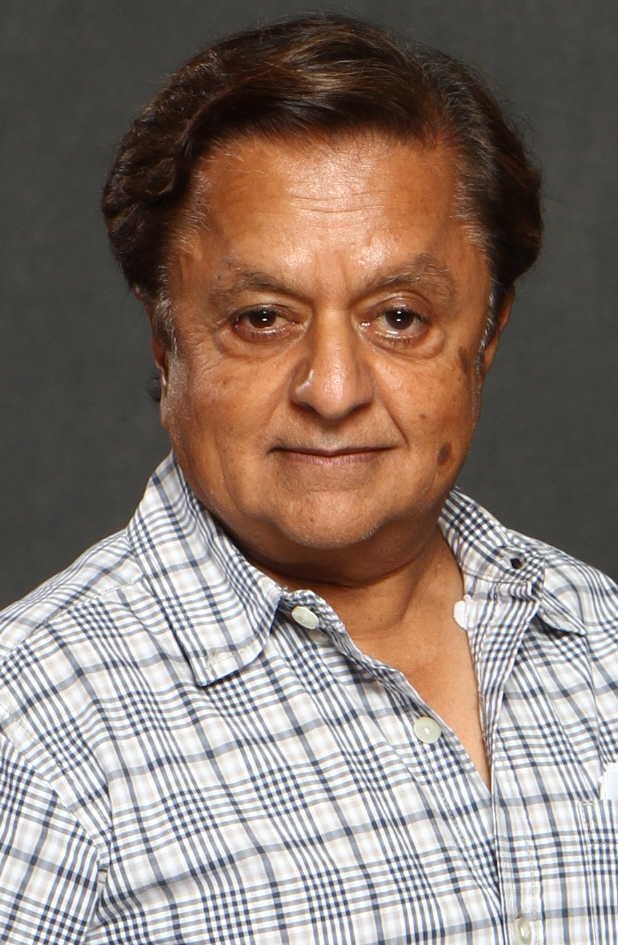

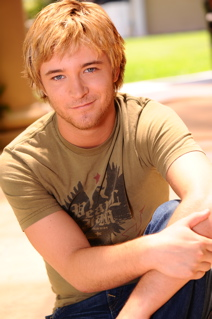

Містик провозить себе контрабандою з Індії, Скаллі з Доггеттом розслідують ланцюжок його вбивств і злочинів, яка зачепила дві сім'ї в передмісті Вашингтона. Скаллі переживає кризу віри, розуміючи, що ніколи не зможе стати такою ж відкритою, як Малдер.

## Зміст
Істина поза межами досяжного
В міжнародному аеропорту Сагар (Мумбаї) американський бізнесмен Г'ю Потокі з ознаками ожиріння зневажливо пробирається повз жебрака-паралітика (той рухається на неприємно скрипучому візку). Потокі дає жебраку кілька монет (при цьому видає незнання країни, де перебував — називає монети песо, а не рупіями). По його відходу жебрак кидає монети на долівку. Пізніше, під час користування туалетом аеропорту, бізнесмена жорстоко витягує з кабінки жебрак.
Літак приземляється в міжнародному аеропорту імені Даллеса. Бізнесмен заселяється в готель у Вашингтоні (при цьому ніяк не реагує на молодого портьє) і сідає на своє ліжко. З його тілесних отворів тече кров.
Дейна Скаллі прибуває із запізненням на місце злочину, а Джон Доггетт розповідає їй, що у готелі з нього вилилася уся кров. Доггетт знайшов кривавий відбиток дитячої руки, але Скаллі не вірить, що це могла б зробити дитина. Тим часом жебрак, якимось чином переодягнений у звичайного чоловіка, подає заявку як містер Берард на роботу прибиральника в Чеверлі (Меріленд), початкову школу. При цьому Берарда бачить тільки директорка — на кріслі сидить безногий жебрак. У моргу Скаллі констатує масивну травму товстої кишки і ректальної стінки; ушкоджено навіть шлунок. Це приводить Доггетта до думки про насильницьке вилучення наркотиків. Однак у аналізах крові чоловік не мав жодних ознак наркотиків. Скаллі розповідає Доггетту, що час його смерті був за 24–36 годин до цього — задовго до того, як він покинув Індію. Через розбіжність у вазі вона починає вважати, що в трупі був пасажир.
Квентін, учень школи в Чеверлі, зазнає нападок від іншого учня Тревора. Квентіна захищає його батько — як вони сідають в автівку, спостерігає «містер Берард». Доггетт повідомляє Скаллі — консул в Нью-Делі передав дані про подібну смерть за 3 тижні до того. Увечері Квентін викликає батька до себе в кімнату, коли бачить вночі ніби у дзеркалі безногого жебрака. Батько каже сину, що це тільки його уява. Батько спускається вниз, але потім кричить — за його спиною видно жебрака. Квентін кидається вниз і знаходить батька мертвим — він сидить, але його очі всі в крові. Доггетт і Скаллі розслідують цю смерть після того, як поліція розповіла їм про дивну людину, яку бачив хлопчик — він описав його як гномика без ніг. Обговорюючи відсутність будь-яких пошкоджень організму, окрім тріснутих кровоносних судин в очах, Скаллі приходить до висновку — малий чоловік все ще перебуває всередині останньої жертви. Вона поспішає до моргу і знаходить труп батька хлопчика із сильно роздутим животом. Дейна робить розтин, а потім бачить, як з надрізу з'являється рука. Скаллі втрачає самоконтроль, а коли піднімає свій пістолет — живіт трупа пустий і ніби розкритий — а від столу веде кривавий слід з відбитками рук. В шафі для зберігання вона нічого не знаходить — але там сидить безногий чоловік — весь у крові.
У школі директорка каже прибиральнику, що вона дуже хвилювалася, коли він не з'явився вранці. Тревор, хуліган, який раніше мучив Квентіна, бачить крізь личину прибиральника безногого жебрака.
Скаллі і Доггетт звертаються до Чака Беркса, старого друга Фокса Малдера, який каже їм, що аскети сіддхи могли зробити те, що описала Скаллі. Містики мають силу розуму і можуть змінювати уявлення людей про реальність. Пізніше Тревор йде до дому Квентіна, щоб вибачитися і сказати, хто насправді вбив його батька. Чак знову приїздить до Скаллі; в розмові з ним Дейна припускає, що містик прагне помститися за американський хімічний завод, який ненароком випустив газову хмару, яка вбила 118 людей у Віші, за межами Мумбаї. Однією жертвою став 11-річний син містика з жебрацької касти чамари.
Тревор біжить додому, почувши скрипіння коліс візка жебрака. Мати Тревора йде за ним на подвір'я, і знаходить його обличчям вниз у басейні. Мати пірнає, щоб забрати «Тревора», але його подобизна перетворюється на жебрака.
Увечері на місці злочину Доггетт піддає жорсткій критиці теорії Скаллі. Біля утоплениці справжній Тревор (він ховався на дереві і не знав про події) розповідає Дейні, що це «маленький чоловік» вбив його матір. Доггетт поміщає прибиральника у відділок поліції — прибуває Беркс із своїми фотоприладами. Камера Чака на місці прибиральника показує мобільний телефон — в що Доггетт не вірить. Беркс переконує — якщо містик не тут, то він може бути де завгодно. Скаллі хоче поговорити із Тревором — дзвонить Доггетт і викликає її з огляду на ситуацію із прибиральником. Пізно увечері прибиральник проходить коридором школи — директорка просить секретарку подзвонити до Скаллі. А в цей час Квентін і Тревор полюють на жебрака в школі. В його шафці Квентін скидає на прибиральника сулію із якимось реактивом. Квентін зачиняється в шкільному приміщенні — скрипіння візка чутно звідусіль. Зрештою жебрак проникає в приміщення — Тревор, що був ззовні і все це бачив, біжить за допомогою. В приміщення вриваються директорка і Дейна — але жебрак знову набуває форми Тревора. Скаллі нерішуче стріляє в хлопчика, поранивши жебрака і повернувши до його справжнього вигляду. Після цього Скаллі плаче, коли розуміє, що вона просто не здатна розглядати цей конкретний випадок без упереджень, або дивитися широким поглядом, як це зробив би Малдер.
Через два тижні в міжнародному аеропорту Сагар жебрак, неушкоджений, спостерігає, як повз проходить інший американський бізнесмен з ознаками ожиріння.
Мерці не дають чайових

## Зйомки
Назва епізоду «Бадлаа», придумана Джоном Шибаном і натхненна розповідями про індійських факірів, означає «відповісти» або «помститися» мовою урду. Шибан також отримав натхнення, коли йому стало цікаво: «А якби хтось, хто підійшов до мене і попросив грошей, насправді був поганим хлопцем?». Згодом Шибан зазначив, що в ранніх чернетках епізоду був зображений антагоніст «без ніг, який насправді може зменшитися і залізти вам у вухо». Картер наклав вето на цю ідею і запропонував її переглянути. Пізніше Шибан зауважив: «…одна річ у цьому епізоді, якою я пишаюся, це те, що люди часто говорили мені — це найгірша думка, яку вони коли-небудь зустрічали, що маленька людина дійсно увійде у ваше тіло і подорожує всередині вас».
Сцени з індійським аеропортом були зняті на терміналі круїзної лінії в Лонг-Біч. Ілт Джонс, менеджер локації серіалу, передбачив, що «датованість» терміналу додала сцені сили. Він зауважив: «Якщо подивитися на кадри кінохроніки Індії, у них завжди є старі англійські автомобілі шістдесятих років, термінал круїзної лінії в Лонг-Біч був ідеальним».
Режисеру кастингу Ріку Міллікану було поставлено завдання — знайти відповідного актора для виконання ролі жебрака. Єдиними вказівками для Міллікана було — шукати «маленького всезагально-індійського чоловіка без ніг». Зрештою, Гурдіп Рой, більш відомий як Діп Рой, був обраний для виконання цієї ролі. Діп Рой — відомий каскадер, який зіграв Друпі-Маккула з групи «Max Rebo Band» у «Поверненні джедая». Рой, однак, не ампутант, і тому був створений візок із подвійним дном. Щоразу, коли знімалася сцена, в якій жебраку доводилося переїжджати, технологія хромакей використовувалася для додавання фону під час постпродукції. У візка було чітке скрипіння, яке Пол Рабвін описав як моторошне. Він зазначив: "Почувся скрип, який повинен був дати нам зрозуміти — це він. Це мало нас налякати… Нарешті ми придумали те, що вважали правильним скрипінням, і Джон (Шибан) сказав: « Добре, це саме той звук.'»
Продюсер Пол Рабвін був незадоволений цим епізодом, зазначивши, що «„Badlaa“ був тією серією, яка мені найбільше не сподобалася… Я думаю, якби я зробив це по-іншому, то б попросив Джона Шибана змінити спосіб транспортування. Це було просто дивно і моторошно, але думаю, що вся ця ідея була мені неприємна». Пізніше він також заявив, що «це єдиний епізод, щодо якого б я хотів, аби ми його не робили».

## Показ і відгуки
«Badlaa» вперше вийшов на телеканалі «Fox» 21 січня 2001 року. Епізод отримав рейтинг Нільсена 7,3, що означає — його бачили 7,3 % домогосподарств країни. Епізод переглянули 7,46 млн домогосподарств та 11,8 млн глядачів. Згодом він був показаний у Великій Британії на телеканалі «BBC Two» 12 травня 2002 року.
Огляди кінокритиків щодо епізоду були переважно негативними. Оглядачка «Телебачення без жалю» Джессіка Морган оцінила епізод на «С» і розкритикувала сюжетні діри, як то — яким чином жебрак з'являється в Індії після того, як його застрелила Скаллі. Роберт Ширман та Ларс Пірсон у книзі «Хочемо вірити: критичний посібник з Цілком таємно, Мілленіуму та Самотніх стрільців» оцінили епізод 2 зірками з п'яти. Вони відзначили, що цей епізод був «найкращим» та « найсмачнішим» у моменті, коли «жебрак повзе по тілу ожирілої людини. Хоча це досить… несмачно».
Емілі Вандерверф з «The A.V. Club» відзначила епізод оцінкою «С+», назвавши його «брудним». Вона стверджувала, що це приклад «чудово поганого телебачення. Це, водночас робить його досить розважальним.» Тим не менш, вона зробила комплімент жахливим страхам епізоду, зазначивши, що початок був «досить великим морозним прологом». Том Кессеніч у книзі «Експертизи» був надзвичайно критично налаштований до епізоду. Називаючи це як «надиром» серіалу, він висміяв сюжет і саркастично позначив головного лиходія «поганою вимовою (buttmunch)». Пола Вітаріс з «Cinefantastique» надала епізоду негативний відгук і відзначила його 1 зіркою з чотирьох. Вітаріс, сардонічно посилаючись на епізод як «The X-(енофобні) файли», зауважила, що в той час, як «сюжетна лінія є новою, сюжет є чистим монстром тижня — без додаткового навантаження». Метт Гурвіц та Кріс Ноулз зазначили у книзі «Повні файли Ікс», що цей епізод незабаром став відомий як «епізод-поганий джинн» серед шанувальників.
Незважаючи на негатив, були і позитивні відгуки про антагоніста епізоду — жебрака. І «TV Guide», й «UGO Networks» зарахували його до числа напомітніших персонажів тижня в «Цілком таємно». В огляді «UGO», зокрема, зазначалося, що персонаж був «Однією з найбільш кричущих алегорій серії…, оскільки безногий індійський містик… буквально залазить до своїх жертв, щоб подорожувати до місця вбивства… непереборний кульмінаційний момент, хоч і не зовсім вдалий, все ж відкриває деякі гострі питання щодо того, як ми сприймаємо слабкість, деформацію, расу, та „інакшості“».

## Знімалися
| Актор             | Роль         |
| ----------------- | ------------ |
| Роберт Патрік     | Джон Доггетт |
| Джилліан Андерсон | Дейна Скаллі |
| Джейн Дейлі       | місіс Голт   |
| Білл Доу          | Чарльз Беркс |
| Діп Рой           | жебрак       |
| Маура Соден       | мати Тревора |
| Майкл Велш        | Тревор       |